# Darren Huckerby
Darren Carl Huckerby (Nottingham, 23 de abril de 1976) é um ex-futebolista britânico que atuava como atacante.

## Carreira
Huckerby estreou profissionalmente em 1993, no Lincoln City, que disputava na época a terceira divisão inglesa. Em duas temporadas, jogou 28 partidas e fez 5 gols. Suas atuações levaram à sua contratação pelo Newcastle United, que pagou 400 mil libras. Sua passagem nos Magpies resumiu-se a apenas um jogo, antes de ser emprestado ao Millwall. O atacante durou também pouco tempo no clube (6 jogos e 3 gols), assinando pelo Coventry City ainda em 1996. Nos Sky Blues, Huckerby formou uma dupla bem-sucedida com Dion Dublin, exercendo um papel de destaque na equipe, onde jogaria 94 partidas, com 28 gols marcados.
Vendido por 6 milhões de libras para o Leeds United, teve que disputar uma vaga no ataque com Mark Viduka, Alan Smith e Michael Bridges em sua única temporada no clube, atuando em 40 jogos na Premier League e fazendo 2 gols, justamente contra o Coventry City, onde jogara anteriormente. Foi contratado pelo Manchester City em dezembro de 2000, permanecendo por 3 temporadas (69 partidas e 22 gols) antes de ser emprestado pela segunda vez na carreira, desta vez ao Nottingham Forest, onde ficou pouco tempo (9 partidas e 5 gols), e foi novamente cedido por empréstimo, agora ao Norwich City F.C., que o contratou em definitivo em dezembro de 2003, por 750 mil libras.
Seu desempenho nas primeiras temporadas vestindo a camisa dos Canários fizeram ser especulado no Liverpool e também no Celtic, mas Huckerby optou em cumprir o restante de seu contrato, que se encerrou em 2008. O atacante deixou o Norwich com 203 jogos e 48 gols no total, mudando-se para os Estados Unidos em julho do mesmo ano, para defender o San José Earthquakes, que voltava à Major League Soccer após 2 anos de hiato.
Nos Quakes, Huckerby entrou em campo 22 vezes e balançou as redes adversárias em 9 oportunidades, sendo eleito o Novato do Ano da temporada 2008. Em setembro de 2009, anunciou sua aposentadoria aos 33 anos.

## Seleção Inglesa
Huckerby nunca foi lembrado para defender a Seleção Inglesa principal, tendo atuado uma vez pela equipe B, em 1998.

## Títulos
Manchester City
- Segunda Divisão: 2001–02

Norwich City
- Segunda Divisão: 2003–04

### Individuais
- Jogador do ano do Norwich City: 2005 e 2007
- Jogador do mês da Major League Soccer: novembro de 2008
- Novato do ano da Major League Soccer: 2008